# Bosnien och Hercegovina i olympiska vinterspelen 2018
Bosnien och Hercegovina deltog i de olympiska vinterspelen 2018 i Pyeongchang, Sydkorea, med en trupp på fyra atleter (två män, två kvinnor) fördelat på två sporter.
Vid invigningsceremonin bars Bosnien och Hercegovinas flagga av alpina skidåkaren Elvedina Muzaferua.